# 群組關鍵字
群組關鍵字是指有直接,或間接的階層群組關係的關鍵字，在大部分的程式語言裡面都有，並可以以其關係分為:成對關鍵字或浮動關鍵字。
- 比方:
  - C++,Java語言的 conitnue 為浮動關鍵字,通常是在通常是在迴圈內,跟成對關鍵字 { } ,有潛在階層群組關係.
  - Delphi 語言的 continue,break 通常是在迴圈內,跟 Begin/End , Case/End 等是有階層組群關係.
  - Html 的tag,如 Table,TR,TD 也是有群組關係.
  - 還有其他語言的 continue 與 if/endif .. 等.

## 巢狀群組關鍵字語法亮度
```
巢狀群組關鍵字語法亮度是指:讓浮動關鍵字在巢狀成對關鍵字中,其顏色會根據其所在成對關鍵字的層,而計算出來.
```

## 用途
- 輔助閱讀程式,尤其是複雜,成對關鍵字巢狀密集時,非常有用.

## 支援巢狀群組關鍵字語法亮度的軟體
- 彩虹編輯器

## 其他
- 成對關鍵字